# Theope lampropteryx
Theope lampropteryx är en fjärilsart som beskrevs av Bates 1868. Theope lampropteryx ingår i släktet Theope och familjen Riodinidae. Inga underarter finns listade i Catalogue of Life.